# 1148
1148 (MCXLVIII) var ett skottår som började en torsdag i den julianska kalendern.

## Händelser

### Okänt datum
- Den ziridiske härskaren Abul-Hasan al-Hasan ibn Ali störtas av almohaderna.
- Aabenraa bränns ned av vender.

## Födda
- Bela III, kung av Ungern 1170–1196.
- Honorius III, född Cencio Savelli, påve 1216–1227.

## Avlidna
- Ulvhild Håkansdotter, drottning av Sverige 1117–1125 (gift med Inge den yngre), av Danmark 1130–1134 (gift med Nils Svensson) och återigen av Sverige sedan 1134 (gift med Sverker den äldre).
- 8 september – Guillaume de Saint-Thierry, teolog, munk.